# Bielawy (powiat pleszewski)
Bielawy – wieś w Polsce położona w województwie wielkopolskim, w powiecie pleszewskim, w gminie Gołuchów przy drodze krajowej nr 12.
W latach 1975–1998 miejscowość administracyjnie należała do województwa kaliskiego.